# Martinete (forja)

Funcionamiento de un martinete de forja.

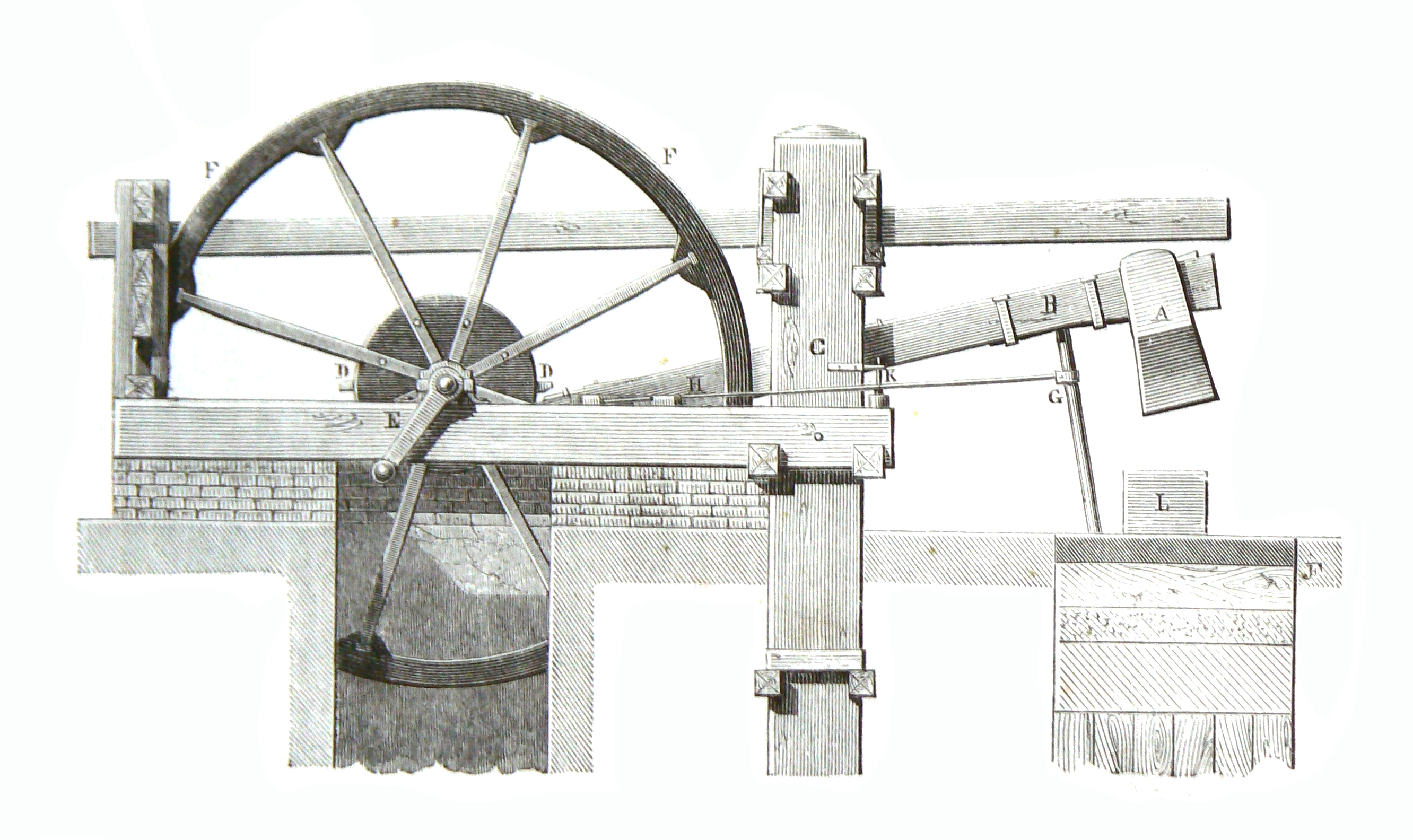
Ilustración del martinete, curso de mecánica de Delaunay Ch, Edición de 1868

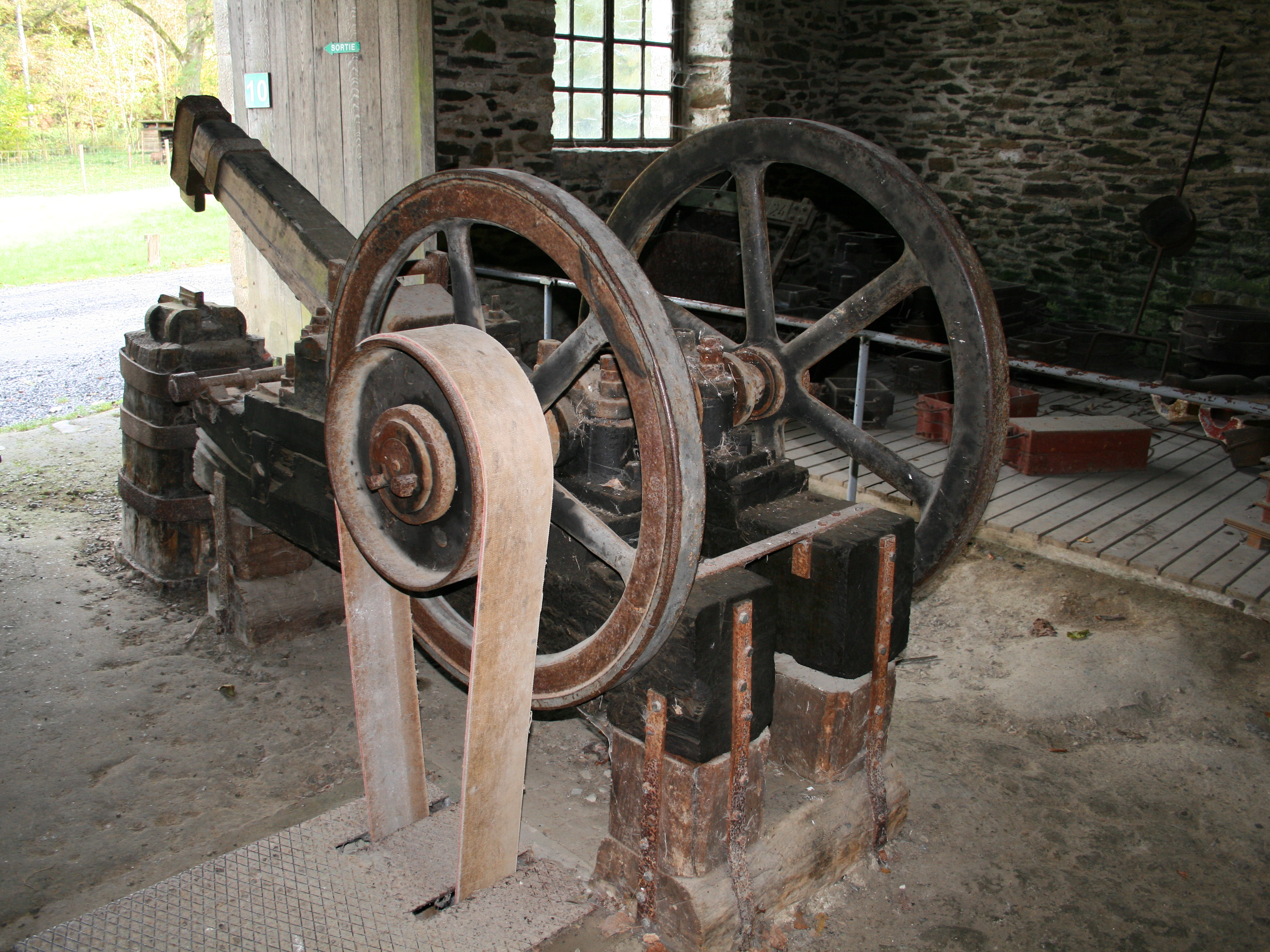
Antiguo martinete del Fourneau Saint-Michel en Saint-Hubert (Bélgica).

Un martinete es un gran martillo oscilante, accionado durante mucho tiempo por la energía hidráulica de un molino de agua, y utilizado desde la Edad Media para diversas producciones industriales como la fabricación de papel, el curtido, en los batanes, en la elaboración del cáñamo, en forjas de hierro o para el batido de cobre. La palabra designa metonímicamente el mecanismo que pone en movimiento este gran martillo y luego el edificio donde estaba instalado. 
El uso de un martinete por parte de los monjes cistercienses está atestiguado en escritos de 1135 en la abadía de Clairvaux y arqueológicamente alrededor de 1220 en la abadía cisterciense de Fontenay en Borgoña. 
En el siglo XIX existían martillos de hierro accionados por vapor y talleres con seis u ocho martillos. La herramienta desapareció paulatinamente a partir de 1840, cuando la energía hidráulica fue sustituida por máquinas de vapor y los martillos basculantes por martillos elevadores (martillos pilones). 
El último martillo de cobre instalado desde el siglo XV en un molino a orillas del Sor en Durfort estuvo en funcionamiento hasta 1998. Al mismo tiempo, otros molinos equipados con martillos fueron restaurados y puestos nuevamente en funcionamiento con fines museográficos, como como el Martinet de la Ramonde, en Aveyron, o la forja cisterciense de Fontenay en Côte-d'Or.

## Funcionamiento
En una fragua, el martinete o mazo es un aparato diseñado para utilizar la energía hidráulica  en el trabajo de forja. Se trata de un martillo pesado, que cae sobre un yunque dispuesto sobre un bloque de madera o un poyo. El martillo se monta sobre una palanca oscilante alrededor de un eje horizontal. Este martillo es accionado mediante unas levas que giran conducidas por un árbol horizontal que se apoya contra el extremo libre de la palanca a cada vuelta del árbol, y deja caer el martinete, liberándolo. El árbol de levas está accionado por una noria vertical.
El funcionamiento es muy irregular, ya que las levas se insertan a menudo en un eje de transmisión o entre dos volantes de inercia muy pesados. Para aumentar el ritmo de trabajo, la magnitud de la desviación del martillo se reduce con amortiguadores rígidos, una viga de madera en los más antiguos (ver grabado), y más tarde con resortes de metal en los modelos más nuevos. Esto aumenta el número de levas. La velocidad de giro se controla mediante la variación de la velocidad de caída del agua que hace girar la rueda.

## Nota
1. ↑  CV
2. ↑  Palabra atestiguada en 1313 y definición dada en el  Glossaire de Ducange según el  Dictionnaire étymologique de Albert Dauzat Larousse.
3. ↑  " Martinet, substantif masculin. Marteau qui est mû par la force d'un moulin. Il se dit des marteaux des moulins à papier, à tan, à foulon, etc. " [Martinet, sustantivo masculino. Martillo que se mueve por la fuerza de un molino. Se dice de los martillos de las fábricas de papel, de las curtidurías, de los batanes, etc.] (Dictionnaire de l'Académie française, 4e édition salida en 1768).